# Università della Saarland
L'Università della Saarland (in tedesco: Universität des Saarlandes) è un'università pubblica con sede a Saarbrücken, la capitale della regione tedesca della Saarland. È stata fondata nel 1948 a Homburg in collaborazione con la Francia ed è organizzata in sei facoltà che coprono i principali campi della scienza. L'università è particolarmente nota per la ricerca e l'educazione in informatica, linguistica computazionale e scienze dei materiali, classificandosi costantemente tra i primi nel paese in quei campi. Nel 2007, l'università è stata riconosciuta come centro di eccellenza per l'informatica in Germania.
Grazie allo staff bilingue tedesco e francese, l'Università ha un profilo internazionale, che è stato sottolineato dalla proclamazione di "Università Europea" nel 1950.
Nove accademici sono stati premiati con il massimo riconoscimento per la ricerca tedesca, il Premio Gottfried Wilhelm Leibniz, mentre lavoravano all'Università della Saarland.

## Storia
Prima della fondazione dell'università, nel gennaio 1946 si tenevano corsi di formazione clinica per studenti di medicina presso l'ospedale statale a Homburg, nella Saarland. L'Università della Saarland fu la prima a essere fondata dopo la seconda guerra mondiale, nel novembre del 1948, con il sostegno del governo francese e sotto l'egida dell'Università di Nancy. All'epoca della fondazione la Saarland si trovava nella situazione particolare di essere parzialmente autonoma e legata alla Francia dall'unione economica e monetaria. Con la sua combinazione delle tradizioni educative tedesca e francese e le due lingue di insegnamento, l'università ha avuto una prospettiva europea sin dall'inizio.
Il primo presidente indipendente dell'università fu Jean Barriol nel 1948. Nello stesso anno l'università introdusse i primi corsi di giurisprudenza, filosofia e lingue.
Negli anni '50 l'università della Saarland si unì all'Associazione delle università della Germania Ovest e accettò una nuova struttura organizzativa più centralizzata. L'Europa-Institut è stato creato come un think tank politico e giuridico europeo.
Nel 1990 è stata istituita la facoltà di tecnologia.